# Alcyonosyllis xeniaecola
Alcyonosyllis xeniaecola är en ringmaskart som först beskrevs av Hartmann-Schröder 1993.  Alcyonosyllis xeniaecola ingår i släktet Alcyonosyllis och familjen Syllidae. Inga underarter finns listade i Catalogue of Life.